# El Tri (banda)
El Tri es una banda mexicana de rock en español. Fundado en la Ciudad de México por el cantante Álex Lora tras su salida de su anterior banda Three Souls in My Mind en 1981.
El grupo ha vendido más de 30 millones de discos en su carrera y ha tenido cinco nominaciones para el Premio Grammy bajo la categoría de Mejor Álbum de Rock en Español por su álbumes: Cuando tú no estás (1998), Fin de siglo (1999), No podemos volar (2001), y 35 Años y lo que falta todavía (2005) y Mejor Álbum de Rock Vocal Dúo o Grupo para Alex Lora: Del Three a El Tri (40 rolas del alma. Mi mente y Mi aferración) (2009). En el año 1971 Three Souls in My Mind participó en el Festival de Rock y Ruedas de Avándaro.

## Historia

### Three Souls in My Mind(1968-1981)
El 1 de octubre de 1968 Carlos "Charly" Hauptvogel (batería) y Álex Lora (voz) formaron el grupo de rock and roll Three Souls in My Mind (Tres almas en mi mente) con Miguel "El Zoita" Flores (hermano menor de Javier "El Zoa", entonces de Los Sinners, y más recientemente, sus descendientes, Naftalina) en el bajo, el joven cuñado de Javier Bátiz, José Pampín al requinto, y el propio Álex en guitarra, llegaron a nombrarse Three Souls In My Mind Rock and Roll Band México City, pero después volvieron a simplemente Three Souls In My Mind. 
El ex-tecladista de Los Locos del Ritmo, Lalo Toral, trabajaba con la compañía de discos Cisne Raff y convence a TSIMM de firmar con la disquera. Y en 1969, como prueba graban el sencillo «El abuelo» y «Qué noche». Un años más tarde entraron al estudio con el ingeniero Ernesto de la Cruz para grabar su primer disco que se tituló Colección Avándaro, vol. 1, publicado en 1970, que incluye canciones en inglés y español. A mitad de la grabación Miguel Flores se fue a Países Bajos y Ernesto “Ernie” recomendó a Toño Limón a tomar el lugar. 
Al año siguiente sacaron su segundo álbum titulado Colección Avándaro, vol. 2, publicado en 1971, cantado todo en inglés y en el que se incluyeron tres temas del álbum anterior: “Lennon Blues”, “Let me Swim”, y “Don't Ask me”, con letras de Lora quien dominaba el idioma. En ese tiempo entra Roberto Milchorena quien aparece en la portada y que después en los años 80, emigraría a El Salvador a trabajar como músico y productor.
Los días 11 y 12 de septiembre de 1971, la banda participó en el Festival de Rock y Ruedas de Avándaro, ubicado en el pueblo de Valle de Bravo (donde actualmente se exhibe un museo sobre el festival) en el Estado de México, donde más de 300 000 personas se unieron pacíficamente. En el festival Three Souls in My Mind compartió escenario con El Ritual, Tinta Blanca, Love Army, Los Dug Dug's, Fer y sus cuates, y Peace and Love, entre otras. El festival ayudó a Three Souls y las demás bandas presentes a exponer su música y crear una base de fanáticos. A pocos años de este evento entró Sergio Mancera en guitarra y reemplazó a Ernesto de León. Ernesto de León se fue a crear su propia banda de rock y blues Banda Óscar de León.
El estilo de la banda fue considerado como rock ácido en los primeros dos discos. Después el escritor Parménides García Saldaña convenció a la banda a que dejaran de tocar rock ácido y se cambiaran a rhythm and blues dejándose crecer el pelo que era un estilo representativo del género.[cita requerida] Con su tercer álbum Oye, cantinero, publicado en 1972, la banda se hizo reconocer por México ya que este tercer álbum es en español e incluyó el tema homónimo que aún es popular entre los fanes de la banda. Luego de este álbum, la banda decidió cantar en español porque la mayoría de sus seguidores no entendían las canciones en inglés. 
A partir de 1974, Three Souls in My Mind se convirtió en un referente del rock mexicano de los años setenta, con álbumes icónicos como Chavo de Onda (1974), Es lo Mejor (1976), La Devaluación (1977), ¡Qué rico diablo...! (1978), El Blues del eje vial (1979) o Bellas de Noche (1980), además de haber grabado un álbum en vivo llamado En vivo desde el Reclusorio Oriente (1978).

#### Separación y fundación de El Tri (1981 - 1984)
En 1981 el vocalista y guitarrista Álex Lora se casa con su novia de años, Celia García, creándose cierta fricción con el baterista Charly, debido a que el grupo hasta ese momento había trabajado de manera independiente y con cierta informalidad al momento de cerrar contratos. Celia comenzó a intervenir en los asuntos financieros y en el manejo del grupo, razón por la cual la relación de trabajo comenzó a resquebrajarse.
Mientras que por un lado Lora se quejaba de que Hauptvogel no acudía a los ensayos o presentaciones, este sentía que Celia pretendía pagarle como asalariado siendo que este era fundador de la banda.
Para 1984 el grupo se separó tras 15 años juntos, por un lado Hauptvogel se queda con los derechos legales del nombre Three Souls In My Mind, mientras Alejandro Lora se quedó con los derechos de todas las composiciones clásicas del grupo, además de que prácticamente todos los elementos que en ese momento integraban la banda lo siguen en su nuevo proyecto musical llamado El Tri, que por cierto así era como los seguidores lo llamaban coloquialmente y finalmente se quedó como nombre definitivo.

### Década de 1980
En 1983, El Tri firmó con la disquera multinacional Warner Music (WEA) luego de que ésta comprara la disquera en la cual la banda estaba (Comrock). Los resultados fueron positivos para la banda ya que, por esta era, el rock nacional mexicano empezaba a ser aceptado por la prensa nacional. El primer álbum bajo el nuevo nombre se lanzó en 1984 titulado Simplemente. El álbum fue un triunfo financiero para la banda, ya que se convirtió en el primer álbum de rock mexicano en obtener un disco de oro por sus ventas de más de 100.000 copias. El primer sencillo del álbum fue Triste canción que se convirtió en un fenómeno alrededor de Iberoamérica y llevó a la banda por primera vez a los países de Sudamérica.
El siguiente año, Simplemente siguió conquistando nuevos fanes con el segundo sencillo “Vicioso” que se convirtió en todo un éxito en las listas de popularidad en Perú. Con este éxito, El Tri viajó a ese país en 1986 y realizó dos magnos conciertos en la Plaza de Toros de Acho. El éxito fue tal, que al siguiente año regresó para realizar una gira que recorrió siete ciudades más. En ese mismo año, Miguel Ríos los invitó para participar en el festival del primer encuentro de rock Iberoamericano en el Palacio de los Deportes en la ciudad de Madrid, España. Así promocionarían su nuevo álbum Hecho en México.
A mediados de 1985, la banda publicó su segundo álbum Hecho en México, el cual contiene el clásico Mente Rockera. En 1986 se lanzó el álbum Niño sin amor. Con el sencillo homónimo, El Tri comenzó a explorar temáticas sociales al tiempo que se consolidaba como banda de rock and roll en español. El disco fue certificado multiplatino y es considerado uno de los mejores de la banda[cita requerida].
En 1987, sale el álbum titulado Otra tocada más con temas como "Nocivo para la salud", "Seguro de vida", "Sara" (en referencia a la pareja de Rafael Caro Quintero) y "Caseta de cobro". En este álbum también podemos apreciar al nuevo miembro, el bajista Rubén Soriano.
En 1988, la banda grabó su primer álbum en vivo como El Tri titulado En vivo desde la cárcel de Santa Martha. El álbum le trajo a la banda su primer disco doble de platino a pesar de que la disquera WEA no le brindó ninguna promoción al disco.
En 1989 la banda festejaba sus 21 años de rock and roll con su álbum 21 años después... Alex Lora y El Tri. Los sencillos fueron “María Sabina”, “Difícil”, “El as no conocido” y “Un Día en la vida”. Por estos años entró el nuevo baterista y corista Pedro Martínez, quien años más tarde sería un baterista destacado por la canción “Pobre Soñador”. Sin embargo Pedro Martínez no tocó en el disco de 21 años después sino el exbaterista del grupo Enigma, Héctor “Virgo” Zenil quien aportó al disco un sonido dinámico y original y con quien realizarían sus conciertos de promoción en la ciudad de Los Ángeles, California.

### Década de 1990
En el año de 1990, la banda viajó a Los Ángeles para grabar su primer disco en Estados Unidos Una leyenda viva llamada El Tri. Los sencillos del álbum fueron “Viejas de vecindad” y “Millones de niños”, ésta dedicada a los millones de niños pobres alrededor del mundo. Con este disco Sergio Mancera, el guitarrista se despide de la banda, ya que este sería su último disco en estudio con ellos.
En el 1991, la banda sacó otro disco en vivo titulado En vivo desde el Hollywood Palladium. Este disco fue una manifestación de que la banda podía llenar centros de concierto en los Estados Unidos. La banda grabó este concierto en VHS aunque en la tienda oficial de la banda este artículo no está disponible.
Para 1992, la banda sacó otro álbum en estudio titulado Indocumentado. Su primer sencillo fue homónimo, dedicado a los migrantes ilegales entre México y Estados Unidos. También le brinda un homenaje al gran maestro y cantante de música para niños, Cri Cri con su canción “Cuando canta el grillo”.
En el 1993, El Tri hizo historia de nuevo con su álbum 25 años. Su primer sencillo “Pobre soñador”, le abrió más horizontes a la banda, similar a como lo hizo su otro éxito Simplemente, y ayuda a mantener a la banda viva y entre las más conocidas a nivel internacional. En 1993, la banda argentina La Renga, publicó el tema triste canción en su segundo disco Adonde me lleva la vida, lo que dispara el primer acercamiento entre El Tri y el público argentino.
En la gira del álbum 25 Años (1993 - 1994) la banda grabó un disco doble en vivo titulado Un Cuarto de Siglo que salió a la venta en 1995. En el concierto participaron la roquera Kenny Avilés vocalista de Kenny y Los Eléctricos, Zbigniew Paleta (en violín), y los pianistas Eduardo Toral y Gerardo “El pájaro” García. En 1994, la banda consigue otro hit con el sencillo “Las piedras rodantes” en el álbum Una rola para los minusválidos. Este sencillo apareció como el tema oficial del film Un Año Perdido y ganó un Ariel como Mejor Canción/Tema Musical del Año. Álex Lora también incluyó un tema sobre la rebelión Zapatista de 1994 del EZLN (Ejército Zapatista de Liberación Nacional).
A poco tiempo de esto, la banda fue invitada por MTV para grabar un unplugged y sería la tercera banda de rock en hacerlo (después de Café Tacvba y Caifanes). Pero por razones de desacuerdos entre la disquera de la banda WEA y MTV no salió a la venta El Tri Unplugged hasta nueve años después en el 2004. Ahora también está disponible el DVD de este concierto.
En el 1996, la banda sacó el álbum Hoyos En La Bolsa con los sencillos “Todo por el rock and roll (Rocanrol)” y “Hoyos en la bolsa”. El álbum tiene mensajes de conciencia política y económica, abordando gran cantidad de temas sociales. Este álbum también fue el último para Pedro Martínez y Rubén Soriano ya que ambos se retiraron de la banda por razones desconocidas. Ramón Pérez tomaría el lugar de Martínez para la próxima grabación y Lora tomaría el lugar de Soriano con el bajo.
En 1997, El Tri volvió a "conquistar" el Perú, al ser parte del Rock Beach realizado en playa El Silencio ubicada al sur de Lima, donde congrega a 200 mil personas el 2 de noviembre, todo un récord de asistencia. Ese mismo año la banda invitó a Carlos Santana a colaborar en el sencillo “Virgen Morena” como guitarrista, bajo el álbum de Cuando tú no estás cuyo otro sencillo es con el mismo nombre. El álbum le trajo la primera nominación al prestigioso premio Grammy por Álbum Rock del Año. Álex también invitó a Víctor Trujillo, el famoso Brozo el Payaso Tenebrozo, a colaborar con la introducción de la canción “El muchacho chicho”. Y tampoco en este álbum faltaron los temas sociales y políticos, por ejemplo “Copias piratas”.
En el 1998 la banda grabó el álbum con el nombre apropiado de Fin de Siglo. Los sencillos fueron “Nostalgia” y “Todo me sale mal”. Este álbum tiene una mezcolanza más clara de blues y rock. Este álbum fue nominado para el Grammy por Álbum Rock del Año. Este álbum es el primero de la banda que contiene opciones de software ya que al insertar el disco en una computadora, automáticamente se abre un archivo con fotos, historia, chistes y juegos así como también la discografía de la banda.
En el otoño de 1998, la banda grabó en vivo con sinfonía en el Auditorio Nacional (por primera vez) y en la primavera salió a la venta el álbum titulado Sinfónico. La idea sinfónica ayuda a brindar por los 30 años de rock and roll ininterrumpidos de El Tri. También lanzan su primer DVD de este concierto. El álbum fue certificado multiplatino a poco tiempo de su lanzamiento y es considerado por muchos fanes como el mejor concierto de la banda.[cita requerida]

### Década del 2000
En 2000, la banda saca No podemos volar y con él, los sencillos “No podemos volar” y “Madre Tierra” a dueto con Miguel Ríos. La banda también invita a A.N.I.M.A.L., Caballo Dorado y Alberto Ángel "El Cuervo", a colaborar en duetos con Lora. Este álbum también fue nominado al premio Grammy por Álbum Rock del Año. Chela Lora también volvió a grabar otra canción titulada “Prueba de amor”.
En 2001, Alex volvió a colaborar con la Sinfónica Filarmónica Metropolitana y grabó un disco sinfónico titulado Sinfónico 2. El álbum tiene acceso a material extra para computadora similar en la canción “Fin de Siglo”. El álbum sería considerado por Álex Lora como el mejor proyecto de la banda hasta la fecha.
En 2002, la banda saca el álbum No Te Olvides de la Banda. Los sencillos son “Solamente Dios”, “No te olvides de la banda” y “De la raza pa' la banda”. En este mismo año la banda saca un DVD documentario de la vida de la banda titulado Esclavo del rock and roll. El DVD tampoco está disponible en la tienda oficial de la banda.
En 2003, a casi 20 años de no sacar Mejores éxitos, la banda realiza un disco doble con lo mejor de El Tri titulado Las número uno del Tri 1968/2003. En este mismo año, la banda vuelve a ser historia con el disco doble en vivo titulado Alex Lora 35 años y lo que le falta todavía..., grabado en el Auditorio Nacional. En dicho álbum se aprecia el regreso de Sergio “El Cóndor” Mancera como guitarrista, Mariano Soto como baterista y Arturo “El Papaíto” Labastida en el saxo. La banda también invita al grupo étnico La Tribu, “El Maestro” Armando Manzanero, Johnny Laboriel, Kenny Avilés y Rod Levario vocalista de la banda de rock Heavy Nopal cuyo guitarrista sería Sergio Mancera. Horacio Reni también fue invitado. Al poco tiempo también se lanzó el DVD del concierto. De nuevo este álbum le trajo a la banda una nominación al premio Grammy por Álbum Rock del Año.
En el 2004, Álex Lora invitó a los “Ex-Tri”, Sergio “El Cóndor” Mancera, Mariano Soto, y Arturo "El Papaíto" Labastida, a tocar juntos en el magno concierto 35 Años y lo que falta todavía en el Auditorio Nacional de la Ciudad de México. Eran casi 15 años que "El Cóndor" Mancera no tocaba con El Tri. Juntos tocaron las clásicas canciones: San Juanico, Juanita, y Pobres de los Niños. El siguiente año, Lora invitó a "El Papaíto" a tocar el saxo en la rola de rock y blues “Queremos rock” del álbum Más allá del bien y del mal. El 2008 marca el 40 aniversario de la banda con una serie de conciertos conmemorativos.
En 2005, la banda rompe relaciones con la discográfica WEA. Se cree que fue porque Álex Lora se quiso hacer independiente de la disquera ya que empezó su propia Lora Records bajo Fonovisa.
En una entrevista con el portal El Entrepiso de Argentina, Álex respondió a la pregunta de que por qué decidió editar Más allá del bien y del mal a través de Lora Records, diciendo que «Lo que hicimos con este disco fue darle vida a nuestra nueva música, porque estábamos en una compañía de discos que, como todas las compañías de discos, ya no hace nueva música.»Lo que hicimos con este disco fue darle vida a nuestra nueva música, porque estábamos en una compañía de discos que, como todas las compañías de discos, ya no hace nueva música.

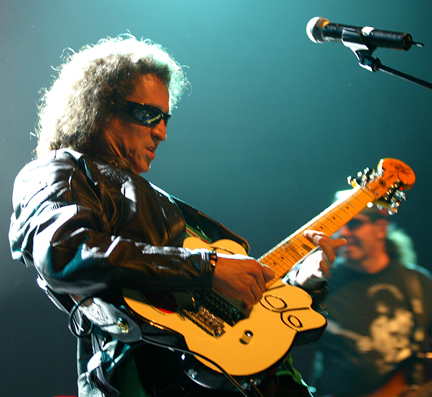
El fundador de la Banda Alejandro Lora, en el escenario en 2006

Y en ese mismo año El Tri debuta con Lora Records bajo producción y distribución de Fonovisa, con el álbum Más allá del bien y del mal. Es interesante destacar que hay un nuevo miembro en la banda, el bajista Carlos Valerio. Este nuevo miembro no tuvo tanta imagen en los medios. También Lora volvió como guitarrista ya que Valerio tomó el lugar de Lora en el bajo.
El disco está lleno de temas sociales. El álbum incluye un DVD de la banda con acceso a Haciendo el disco, fotos, vídeos e imagines especiales de la banda.
Durante el mes de enero, El Tri regresó a la Argentina, luego de 7 años (se habían presentado, con muy poca difusión en 1999, con un show en Buenos Aires y de invitados con La Renga, en el Patinodrómo Municipal de Mar del Plata). Esta vez se presentan en Buenos Aires, los Festivales "Gesell Rock" y "Cosquín Rock", y nuevamente con La Renga (acaso la banda más popular de la Argentina) en la Comuna de San Roque, ante unas 20 mil personas.
El 27 de mayo, la banda oficialmente abrió una cuenta/profile con Myspace.com bajo el nombre de El Tri Forever.  El Tri en Myspace. 
En los meses de julio y agosto la banda vuelve a Argentina y también al Perú. En Argentina hicieron varios conciertos junto a varias bandas locales de ese país, entre ellas Los Gardelitos, La Covacha y Q'Acelga. Durante estas presentaciones, El Tri interpreta una nueva rola dedicada a las víctimas de Cromañón. El 2 de septiembre, la banda realizó un concierto en Cuernavaca, Morelos en el Auditorio Teopanzolco. Las bandas Resortera, Royal Club y Toxina Boogie abrieron el concierto. Esto para continuar promocionando el álbum Más allá del bien y del mal.
El 23 y 29 de enero de 2007 la banda lanzó su más reciente producción titulada Directo desde el otro lado. Una producción en vivo desde el Gibson Amphitheater de Universal City en California que concluye con 12 temas incluyendo el nuevo sencillo “El Muro”, que habla sobre la reciente propuesta aprobada en la Casa de Representantes de los EE. UU. de construir un muro entre la frontera con México. El tema ha sido muy controversia por lo que explica el interés de Lora en escribir una canción sobre esto. En mayo se lanzó el álbum A talonear que cuenta con once temas inéditos.
En noviembre del 2007 se lanza por Internet el programa de radio "La hora de Lora" con una emisión semanal programando música de la carrera de Álex Lora y toda su discografía. El programa se escucha a lo largo de diferentes países mediante Internet y cuenta con su propio espacio el cual es www.myspace.com/lahoradelora con la conducción de Miguel "Loco" Angulo estando presente en el programa en alguna ocasión el mismo Álex Lora.
El 2008 marca el 40 aniversario de la banda y el 2 de mayo la banda hizo un comunicado de prensa en su página oficial de Myspace en donde se anunció celebrarán este aniversario el próximo 25 de octubre en el Nokia Theater, en Los Ángeles, California. También se espera que atiendan varios invitados especiales amigos de la banda.
En ese mismo comunicado oficial de prensa, Lora dijo que en julio del 2008 se lanzará la nueva producción de la banda la cual se llama Nada que perder el cual incluye el tema "Ya lo sé" que fue escrito para la película Si United quedara campeón. También mencionó que se lanzará "un paquete de tres CD con nuevas versiones de las canciones de Three Souls in My Mind" 1 (enlace roto disponible en Internet Archive; véase el historial, la primera versión y la última). que saldrá a la venta en septiembre del 2008.
En la promoción de sus conciertos la banda siguió con el subtítulo de "4 décadas - 1968-2008". Después se informó a través de su página de internet que la banda estaría dando un concierto en León, Guanajuato el 2 de octubre del 2008 como parte de la continuación de la celebración por las cuatro décadas de la banda, con los exintegrantes de la banda, Pedro Martínez (batería), Rubén Soriano (bajo), y Mariano Soto (baterista antes de Martínez) como invitados especiales en este concierto.
El álbum Álex Lora: Del Three a El Tri (40 rolas del alma. Mi mente y Mi aferración) fue nominado en septiembre para el Grammy Latino bajo la categoría "Mejor Álbum de Rock Vocal Dúo o Grupo".
A través de su página de internet oficial la banda anunció que el 2 de octubre del 2009 la banda celebraría su aniversario número 41 presentándose en el Auditorio Nacional de la Ciudad de México en donde se realizará un concierto especial. En esta fecha la banda también estará presentando su nuevo material discográfico titulado El Tri 4 Décadas que equivale al álbum número 45 de su discografía. También se anunció que este concierto será el último concierto de categoría "magno concierto" de la banda por los próximos cuatro años, por lo menos. Debido a la actual situación económica del país mexicano la banda agregó que el precio de los boletos para este magno evento será el mismo que se cobró para el concierto Álex Lora y El Tri 35 años y lo que falta todavía....

### Década de 2010
Para finales de 2011 la banda lanzó lo que sería su disco n.º 45 llamado Libertad Incondicional, el cual tiene temas como "Cuando Tú No Estás" "Las Piedras (A. Lora)" "Todo Me Sale Mal" y "Chavo de Onda" y contiene temas nuevos y una versión adaptada de la canción "Tierra En Llamas", más un Cover de la canción "Amor Eterno", fue grabado en la cárcel de Santa Martha para mujeres.  en entrevista a la leyenda viviente del rock en México Álex Lora, en su aniversario 43, con la presentación de su disco N° 44, bajo el título Libertad Incondicional. Para todos Uds. En este año nuevo 2012, en "Stereo Feria".
El Tri realizó por primera vez una presentación en el Ecuador en "Festival Carnaval del Rock" que se llevó a cabo el lunes 20 de febrero del 2012 a las 20:00, en el estadio Bellavista de la ciudad de Ambato.
El Tri de México se presentó por primera vez en Comalcalco, Tabasco. Como parte de los eventos de feria. Fue un éxito rotundo.
El Tri de México también se presentó por primera vez al municipio de Ixmiquilpan, Hidalgo. Como parte del evento de la feria Ixmiquilpan 2012.
El Tri de México se presentó por primera vez al municipio de Matamoros, Tamaulipas. Como parte del XX Festival Internacional de Otoño 2012. Fue un éxito rotundo.
El Tri se presenta en el zócalo de la Ciudad de Puebla, junto con la filarmónica 5 de mayo, orquesta originaria de la misma ciudad,  esto con motivo de los festejos del Festival 5 de mayo. Se estima que en este concierto se tuvo una presencia de entre 5500 y 6000 personas, esto a pesar de la presencia de la lluvia la cual no cedió durante el evento.
En esta presentación se realiza la grabación para un DVD el cual se incluye en el material Sinfónico 3, dicho DVD contiene la tocada realizada en el zócalo de Puebla.
En 2013 publican Ojo Por Ojo, un disco que tiene un sonido nuevo y fresco en comparación con sus álbumes anteriores. Este material ha pasado casi desapercibido por los medios, con 9 composiciones de Alex y una de Emma Elena Valdelamar y una más de Pepe Garza. Sin embargo es una producción bien hecha y nueva. Como sencillo a este disco lanzaron "Contigo me conformo". En opiniones poco sobresalientes en difusiones grandes, consideran que en este disco la guitarras pasan a segundo término.
“El Estado de Puebla le da Reconocimiento a Alex Lora por sus 45 años de trayectoria y por su noble labor en favor de los Emigrantes”
sábado 12 de octubre de este 2013, le otorgó a Álex Lora el reconocimiento de Poblano distinguido por su larga trayectoria en favor de los migrantes, no solo del Estado de Puebla sino de todo la República Mexicana allende de sus fronteras de manos del Sr. Pedro Ramos, fundador de Poblanos distinguidos en el exterior; quien dio inicio a dicha conferencia organizada por el gobierno del estado en el salón de protocolos del Gobierno del Estado de Puebla.
El día del barrendero es una festividad que se realiza año con año  y en esta ocasión se cumplían los 80 aniversarios del Sindicato de limpia Sección 1 del gobierno del D.F y del festival artístico que se llevó a cabo en la Arena Cd. De México el pasado 6 de agosto de este año 2014.
Al final las presentaciones de los cantantes de los diferentes géneros musicales que se dieron cita este día del “Barrendero” los organizadores les otorgaban el reconocimiento del gobierno del D.F. por su labor artística y por su participación en dicho festival con motivo del 80 aniversario del sindicato de trabajadores de limpia y transporte sección 1 del D.F.
Dicho reconocimiento consiste,  en una estatuilla con la imagen de Don Fortino Mario Alfonso Moreno Reyes “Cantinflas”; que hace recordar su caracterización del trabajador de limpia, en la película; que precisamente lleva por título “El Barrendero”.
En dicho festejo se presentaron varias personalidades del rubro artístico musical en dicha fiesta de los trabajadores de limpia se coronó a la actriz Andrea García como reina de los “Barrenderos” y recibieron su estatuilla Mario Moreno Cantinflas de las cantantes Rosa Gloria Chagoyan, Olivia Collins, El Periodista Rafael Loret de Mola, El primer Actor Ernesto Gómez Cruz , Ignacio López Tarso y La leyenda viviente del rock en México Alex Lora y “El Tri”

## Temas y posiciones sociales
Las letras generalmente hablan sobre lo que es ser un joven roquero, aunque también tocan temas como el amor, la mala suerte, la melancolía, la soledad y hasta incluso hablan sobre temas influyentes en la sociedad como la inmigración irregular, los movimientos revolucionarios del continente, las razas latinoamericanas, además de unas cuantas críticas hacia la corrupción de los políticos mexicanos, todo esto siempre con letras llenas de picardía, humor e ironía.
Álex ha sido nombrado por los medios "El cronista del rock and roll en México", ya que se ha convertido en uno de los pocos cantantes (del rock) que cada año escribe a lo menos una canción sobre un tema crucial que afecta a México.
Álex Lora ha dejado saber sus pensamientos sobre la piratería contestando «Como músico cuando inventas tus rolas lo que quieres es que el mayor número de gente posible las oiga, y te vale madre cómo sea la forma en que lleguen a oírla. En un momento dado, a nosotros, los auténticos grupos rocanroleros, no nos interesa vender discos, y tenemos que agradecerles a los piratas, que son los que nos han promovido, porque nuestras compañías no lo han hecho.»
La banda es considerada la más pirateada en México y Perú. Una de sus canciones, “Todos somos piratas”, fue un sencillo dedicado a toda la gente que compra cosas de piratería.

## Estilo musical y rotación de miembros
La diferencia entre los estilos de batería de Martínez y Pérez, se hicieron notar tan pronto se hizo la rotación de miembros. Por ejemplo Martínez le daba un sonido más pesado a las canciones y Pérez ha optado por un sonido más suave. Esta diferencia se puede notar en el álbum Cuando tú no estás, el primero de Pérez con la banda.
La banda ha sido influenciada por Led Zeppelin, Black Sabbath, The Rolling Stones y The Beatles.

## Altruismo
Además de incluir en sus canciones letras de aliento para personas con alguna discapacidad, así como dar el ejemplo para las personas completamente sanas, Lora ha colaborado con diversas personalidades e instituciones civiles para la ayuda de personas discapacitadas, citando a Jorge Garralda y su programa televisivo "A quién corresponda", en donde aparece en diversas ocasiones haciendo donativos de sillas de ruedas, muletas, e instando al público a combatir la discriminación de este grupo tan vulnerables.
Así mismo, El Tri "apadrinó" (financió) un seguro para la repatriación de ciudadanos mexicanos que mueren en Estados Unidos. Esto debido a que, en las propias palabras de Lora:
«Este es un problema que mucha gente ni se imagina; no saben la cantidad de papeleo que se necesita para lograr traer el cuerpo de un familiar muerto del otro lado. Cuando menos te lo esperas y en lo que ves cómo se hace, el cuerpo ya está en una fosa común y pues ¡está cañón! (sic). Yo quiero por lo menos que se haga como la canción de Pedro (Infante), que digan que estoy dormido, pero que me traigan aquí» dijo Álex Lora, entrevistado por El Universal.
Álex Lora fue distinguido el 23 de octubre de 2008 con su estrella en el Paseo de la Fama en Las Vegas, la cual coincidió con la celebración del aniversario 40 de la creación de la banda. Por esta acción, Lora dijo: «me siento muy honrado y agradecido por el homenaje que recibiré en una ciudad tan importante como Las Vegas» y dedicó su estrella a su público y a su país.

## Colaboraciones con otras bandas/artistas
A lo largo del tiempo, El Tri ha colaborado y/o compartido escenarios con docenas de artistas en español e inglés. Algunas de las bandas con las que ha compartido los escenarios han sido: Los Dug Dug's, Love Army, Peace and Love, El Ritual, Enigma!, Jaguares, La Revolución de Emiliano Zapata, Tinta Blanca, Maná,, Arturo Meza, Rockdrigo González, Heavy Nopal, Interpuesto, Rebel'd Punk, Síndrome Del Punk, Khafra, Vomito Nuclear, Los Korucos, Tatuaje Vivo, Los Gatos, Los Rebel's Cats, Garrobos, Sur 16, Inspector, Club Calavera, Café Tacuba, Ángeles del Infierno, Espécimen, Mägo de Oz, El Haragán y Compañía, Banda Bostik, Lira N' Roll, Víctimas del Dr. Cerebro, Transmetal, Leprosy, Next (Banda mexicana de Thrash Metal), Rata Blanca, Andrés Calamaro, Armando Manzanero, Kenny Avilés, Javier Bátiz, Vago, Charlie Monttana, Tex-Tex, Los Ratones Paranoicos, La Renga, Los Rabanes, Enrique Bunbury, Ramones, Luzbel, Kiss, etc.

## Religión
El Tri manifiesta ser una banda católica, orgullosa de serlo.[cita requerida] En muchas de sus canciones, Alejandro Lora saluda a Dios, la Virgen de Guadalupe u otros iconos católicos. Lora también le ha dedicado varias canciones a estos iconos.
En el otoño del 1998 durante la gira Fin de Siglo, Álex Lora sale a tocar con una camiseta con la imagen de la Virgen de Guadalupe impresa. Desde entonces,  Lora casi siempre viste una camiseta con una imagen de la Virgen impresa.
En 2002, el sencillo del disco No te olvides de la banda era “Solamente Dios”. De nuevo, una dedicación directa a Dios. Y en el disco Más allá del bien y del mal dedicó una canción a Juan Pablo II.

## Lanzamiento del Mezcal
El 6 de diciembre del 2006, por medio de la página de la banda www.eltri.com.mx y el sitio oficial de la banda en Myspace, se dio a conocer la noticia que la banda lanzaría su versión del mezcal. Según el mismo Lora, el propósito de este lanzamiento tiene raíces buenas puesto que, además de celebrar un año más de existencia, se ayuda a más de 600 familias indígenas oaxaqueñas dedicadas a producir esa bebida típica. En relación con esta bebida, Lora ha mencionado también que «uno de los objetivos de producir el mezcal es darle trabajo a la gente marginada de la sierra de Oaxaca» y que «(es la bebida que) el Papa toma cuando va a hablar con Dios».

## Premios y distinciones
La banda ha recibido un sinnúmero de discos Platino incluyendo 8 discos de Oro y un Diamante por los más de 1.000.000 de discos vendidos en Estados Unidos. Ha también recibido otros premios como Las Palmas de Oro, La Medalla Phonos.
Álex Lora ha recibido un Ariel, premio al mejor tema musical llamado Las piedras rodantes por la película Un año perdido, otorgado por la Academia Mexicana de Artes y Ciencias Cinematográficas.
En octubre de 2005 se develó la estatua construida con la recopilación de miles y miles de llaves donadas por sus seguidores.
Es considerado por el gobierno de su ciudad natal Puebla de Los Ángeles como Poblano Distinguido.
Honrado en la ciudad de Guadalajara con una estatua ubicada en el Parque Agua Azul, instalada en 2000 y restaurada en 2017.
Proclamado el 10 de noviembre de 2002 como El Día de Alex Lora, recibe las llaves del Condado de Miami.

## Discografía

### Álbumes
Álbumes de estudio
- Simplemente (1984)
- Hecho en México (1985)
- Niño sin amor (1986)
- Otra tocada más (1987)
- 21 años después (1989)
- Una leyenda viva llamada El Tri (1990)
- Indocumentado (1992)
- 25 años (1993)
- Una rola para los minusválidos (1994)
- Hoyos en la bolsa (1996)
- Cuando tú no estás (1997)
- Fin de siglo (1998)
- Lora, su lira y sus rolas (1999)
- No podemos volar (2000)
- No te olvides de la banda (2002)
- OST (Original Soundtrack) Alex Lora: Esclavo del Rocanrol (2003)
- Más allá del bien y del mal (2005)
- A talonear (2007)
- Nada que perder (2008)
- Ojo por ojo (2013)
- Nacimos para Rodar y Nos Vale madres!!! (2017)
- Queremos Rockear (2019)
- Que chingón (2022)
- Yo quiero ser tu celular (2024)

### Álbumes en vivo
- En vivo en el hip 70 de México (1989)
- En vivo: En la cárcel de Santa Martha (1989)
- ¡En vivo y a todo calor! (1991)
- Un cuarto de siglo (1995)
- Sinfónico (1999)
- Sinfónico II (2001)
- 35 años y lo que le falta todavía... (2004)
- MTV Unplugged (2004)
- Directo desde el otro lado (2007)
- 4 décadas: En vivo (2009)
- 45 años (2014)
- Sinfónico 3 (2015)
- Libertad incondicional (2011)

### Álbumes de compilación
- Los número uno: Éxitos 1968-2003 (2003)
- Pobres de los fresas que no lo pueden entender (2006)
- The Best of El Tri (2007)
- Alex Lora: Del Three a El Tri (40 rolas del alma. Mi mente y Mi aferración) (2009)
- Alex Lora Medio Siglo Rocanroleando (2018)

Hay que tomar en cuenta que algunos de estos discos no son a tomar en cuenta en la discografía original de esta banda de rock; ya que en algunos solo son sencillos y no los valoraron como álbumes. Son alrededor de 20 a 22 álbumes los verdaderos de esta banda.

### DVD
- Sinfónico (1999) (Podría haber salido en DVD tiempo más tarde que el VHS)
- Esclavo del Rock and Roll (2002) Documentario
- Éxitos en Video (2002)
- El Tri/Alex Lora 35 Años En Vivo (2004)
- El Tri Unplugged (en vivo 1995) (2004)
- Lo Mejor de El Tri (2000)
- El Tri en Puebla, Festival 5 de Mayo (2015)

## Personal

### Miembros
- Alex Lora: Líder voz y guitarra [11]
- Chela Lora: Mánager y coros
- Eduardo Chico: Guitarra[12]
- Óscar Zárate: Guitarra
- Carlos Valerio: Bajo
- Lalo Toral : Piano (fallecido)
- Rafael Salgado: Armónica
- Alejandro Álvarez: Violín
- Felipe Chacón: Batería
- El Diablo Del Rock: Guitarra

### Exmiembros
- Sergio Mancera: Guitarra eléctrica y rythm (slide) (1983 - 1991)
- Arturo Labastida: Saxofón (1983 - 1988)
- Mariano Soto: Batería (1983 - 1987)[13]
- Pedro Martínez: Batería y coro (1988 - 1996)[14]
- Rubén Soriano: Bajo (1987 - 1996)
- Felipe Souza: Guitarra (1991 - 1993)
- Ramón Galván: Batería (1996 - 2019)